# Stolwijker
Stolwijker is een boerenkaas die gemaakt wordt in en bij het dorp Stolwijk. 

## Gouds of Stolks
Tot in de zestiende eeuw werd alle kaas uit de omgeving van Gouda Stolkse of Stolwijkse kaas genoemd. Er was destijds een Stolwijkse kaasmarkt maar deze werd in 1412 verplaatst naar Schoonhoven. Vermoedelijk omstreeks 1500 concentreerde de kaashandel zich steeds meer in Gouda. In de loop van de tijd ontstond daarmee de aanduiding Goudse kaas. 
De Goudse boerenkaas die in het gebied bij Stolwijk wordt gemaakt wordt als Stolwijker of Stolwijkse/Stolkse kaas of Stolwijker boerenkaas aangeboden.

## Typen Stolwijker
De Stolwijker wordt net als andere boerenkaas gemaakt van rauwe (niet-gepasteuriseerde) melk. Stolwijker is in de handel als oude, belegen en jonge kaas. Er zijn daarnaast biologische varianten in de handel en varianten met toevoegingen als komijn of pesto. 